# Myra Breckinridge (film)
Myra Breckinridge – amerykańska komedia z 1970 roku na podstawie powieści Myra Breckinridge Gore’a Vidala.

## Obsada
- Raquel Welch jako Myra Breckinridge
- Rex Reed jako Myron Breckinridge
- Roger Herren jako Rusty Godowski
- Farrah Fawcett jako Mary Ann Pringle
- Mae West jako Leticia van Allen
- John Huston jako Buck Loner
- Roger C. Carmel jako dr Randolph Spencer Montag
- George Furth jako Charlie Flager Jr.
- Calvin Lockhart jako Irving Amadeus
- Jim Backus jako doktor
- John Carradine jako chirurg
- Andy Devine jako Coyote Bill
- Grady Sutton jako Kid Barlow
- Robert Lieb jako Charlie Flager Sr.
- Kathleen Freeman jako Bobby Dean Loner
- Monte Landis jako Vince
- Tom Selleck jako Stud

## Fabuła
Film opowiada o przeżyciach młodego homoseksualisty, Myrona Breckinridge (Rex Reed). Pewnego dnia jako kobieta Myra Breckinridge (Raquel Welch) przybywa do Hollywood, by wyłudzić od swojego wuja Bucka Lonera (John Huston) pieniądze na szkołę aktorską. To jednak nie udaje się i Myra zostaje nauczycielką.
Jej sytuacja staje się jeszcze bardziej zagmatwana, gdy zakochuje się w młodym pięknym chłopcu, Rustym Godowskim (Roger Herren), którego uwodzi, a jednocześnie w jego przyjaciółce – Mary Ann Pringle (Farrah Fawcett). Myra zwabia Rusty'ego do pokoju lekarskiego pod pretekstem badań. Przywiązuje go do stołu, następnie upakarza, wypytując go o szczegóły jego życia seksualnego oraz szydząc z niego. W końcu gwałci go analnie przy użyciu sadomasochistycznego przyrządu.
Kolejnym krokiem jest uwiedzenie jego dziewczyny – Mary Ann Pringle. Kiedy Myra ulega wypadkowi samochodowemu i budzi się w szpitalu jako Myron, postać Myry wydaje się być jedynie snem. Jednym z wątków, mającym oddać klimat tamtych czasów, jest postać Letitii van Allen (Mae West), podstarzałej, lecz ciągle aktywnej łowczyni talentów. Ducha czasów oddaje również dobrze scena orgii urządzonej przez jednego ze studentów, na którą zostaje również zaproszona Myra. Początkowo ma ona zamiar udać się tam w roli obserwatora, lecz pod wpływem zbyt dużej ilości ginu i marihuany ląduje w wannie.

## Odbiór filmu
Film okazał się klęską komercyjną, kiedy został wydany w 1970 roku. Co więcej, dostał także bardzo negatywne recenzje (magazyn Time napisał, że film jest „tak samo zabawny jak molestowanie dzieci”). Obraz ogłaszany był jednym z najgorszych filmów wszech czasów. O filmie negatywnie wypowiedział się też autor książki, Gore Vidal.